# Maria Michał Sitek
Jan Maria Michał Sitek (ur. 23 października 1906, zm. 24 listopada 1970) – biskup Kościoła Starokatolickiego Mariawitów pełniący w latach 1957–1965 funkcję Biskupa Naczelnego tego Kościoła.
Jan Sitek urodził się w 1906 roku w parafii Niesułkowskiej. W 1924 roku wstąpił do Seminarium Duchownego przy Świątyni Miłosierdzia i Miłości w Płocku. Na kapłana wyświęcony został 25 grudnia 1934 roku. Kapłan Sitek był wieloletnim proboszczem parafii mariawickiej w Strykowie. Sakrę biskupią otrzymał 4 października 1957 (dzień św. Franciszka z Asyżu). W konsekracji poza biskupami mariawickimi wzięli udział dwaj biskupi Kościoła Polskokatolickiego (ks. bp Julian Pękala i ks. bp Adam Jurgielewicz) oraz dwóch duchownych Kościoła Ewangelicko-Reformowanego.
Biskup Jan Maria Michał Sitek piastował stanowisko Biskupa Naczelnego do 1965, potem wrócił do swojej parafii w Strykowie. Tu też zmarł nagle 24 listopada 1970, w wieku 64 lat. Biskup Sitek był entuzjastą języka esperanto. Przetłumaczył liturgię Mszy Świętej na ten międzynarodowy język. Podczas Światowego Kongresu Esperantystów w 1959 odprawił ekumeniczną Mszę Świętą w tym języku w kościele ewangelicko-augsburskim Świętej Trójcy w Warszawie.